# Університет Мартіна Лютера
Галле-Віттенберзький університет імені Мартіна Лютера (нім. Martin Luther Universität Halle-Wittenberg, MLU) — університет у Німеччині, що виник в 1817 році в результаті злиття двох університетів. Найстарший з них був заснований у Віттенберзі в 1502 році і називався Лейкорея, інший — в 1694 році в місті Галле (Заале).
Свою сьогоднішню назву Галле-Віттенберзький університет імені Мартіна Лютера отримав 10 листопада 1933 року.

## Назва
- Галльський університет (нім. Universität Halle)
- Віттенберзький університет (нім. Universität Wittenberg)
- Галле-Віттенберзький університет імені Мартіна Лютера (нім. Martin Luther Universität Halle-Wittenberg, MLU)
- Університет Мартіна Лютера (нім. Martin Luther Universität)

## Відомі викладачі
- Кристіан Бартоломе, професор з індоіраністики.